# Bataille de Fimreite
Guerre civile norvégienne
La bataille de Fimreite est une bataille navale livrée le 15 juin 1184, à Fimreite (en) en Norvège. Elle opposa le roi de Norvège Magnus V à son compétiteur, Sverre Sigurdsson. Ce dernier remporta la bataille, lors de laquelle périt Magnus.
À la fin de l'année 1183, le Sogn est assommé de taxes par Sverre Sigurdsson. Les habitants, menés par le fermier Arntor, exaspérés de voir les représentants du roi vivre de bon vin et de mets raffinés, les assassinent. À la suite de cela Sverre décide de brûler tout le village de Sogndal et de punir les coupables

## Déroulement des combats
Avec l'aide du roi Knut VI de Danemark, Magnus V de Norvège revient en Norvège avec une flotte de 24 ou 26 bateaux et 3 000 hommes. Quand il apprend les projets de Sverre, il se met en route pour défendre Sogndal et sa légitimité en tant que seul et unique souverain consacré de Norvège. Le 15 juin 1184 dans l'après-midi la flotte de Magnus s'engage dans le fjord de Sogndal, petite branche du Sognefjord. Sverre a 10 navires et 1 000 hommes de moins ! Les deux flottes se font face dans une sorte de goulot formé par deux caps : Nornes et Fimreite (en).
Il faut savoir que traditionnellement, les batailles navales entre vikings ne consistaient pas à éventrer l'adversaire avec son propre bateau, les lengskips n'étant pas équipés d'éperons comme sur les trirèmes. Il existait deux techniques de combat principales :
- ouvrir une voie d'eau chez l'adversaire en lançant une ancre ou en frappant directement à la hache ;
- l'abordage puis la curée, qui reste la principale technique, les bateaux ne servant pas d'arme à part entière.

Dans la plus pure tradition viking, Magnus V attache ses bateaux ensemble, abât les voiles et fait souquer des marins à l'avant des navires pendant que les autres se préparent donc à l'abordage. Au contraire, tel un Horatio Nelson avant l'heure, Sverre Sigurdsson décide de passer outre à la tradition et aux règles de la guerre. Il fait foncer individuellement ou par petits groupes ses navires sur les extrémités de la ligne de langskips de Magnus. Surpris et encerclés les marins sautent donc d'un bateau à l'autre, les bateaux surchargés coulent et entraînent à leur tour les bateaux situés au milieu. La plupart, épuisés et blessés, se noyèrent alors que la terre ferme était toute proche. Il est probable que Magnus lui-même se noya.
Dans la soirée, l'armée de Sverre débarqua et mit à sac les fermes environnantes, les églises, et massacra de nombreux civils.
La légende dit que le roi Sverre ne brûla pas Kvåle, la ferme du héros Arntor, mais fit tailler en son bois son nouveau trône. Le fermier quant à lui est au nombre des 2 160 tués, avec de nombreux aristocrates vassaux de Magnus : Harald Ingesson, Magnus Mangi, Orm Kongbroder et son fils Ivar Steig, Asbjörn Jonsson, Rognvald fils de Jon Hallkesson, Pal Smattauga, Londin de Mannvik, Olad Gunnvallson, Eindridi fils de Jon Kitiza, Ivar Elda, Vilhialm de Tourga, Andres Eriksson…
Après la bataille, le corps de Magnus fut rapatrié à Bergen et enterré dans l'église du Christ, durant une cérémonie, où comble de l'hypocrisie, Sverre vanta ses talents et son personnage.
De nos jours, une pierre levée commémore les 800 ans de la bataille. Elle a été inaugurée par le roi de Norvège en 1984.

## Arntor, ein windir
Le groupe norvégien de black metal Windir (guerrier), originaire de Sogndal, a composé deux chansons évoquant la bataille de Fimreite, et quelques autres en l'honneur d'Arntor.
- Résumé de la bataille sur le site du groupe.
- Résumé de la bataille dans un entretien.

- Paroles de la chanson 1184 (en norvégien).
- Paroles de la chanson Heidra (en norvégien).
- Pochette de l'album 1184 figurant le tableau de Johan Christian Dahl, Winter in Sognfjord).